# (20615) 1999 SZ3
(20615) 1999 SZ3 est un astéroïde de la ceinture principale d'astéroïdes découvert en 1999.

## Description
(20615) 1999 SZ3 a été découvert le 29 septembre 1999 à Višnjan, une municipalité située dans le comitat d'Istrie en Croatie, par Korado Korlević.

### Caractéristiques orbitales
L'orbite de cet astéroïde est caractérisée par un demi-grand axe de 2,92 UA, un périhélie de 2,76 UA, une excentricité de 0,05 et une inclinaison de 1,13° par rapport à l'écliptique. Du fait de ces caractéristiques, à savoir un demi-grand axe compris entre 2 et 3,2 UA et un périhélie supérieur à 1,666 UA, il est classé, selon la JPL Small-Body Database, comme objet de la ceinture principale d'astéroïdes.

### Caractéristiques physiques
(20615) 1999 SZ3 a une magnitude absolue (H) de 13,3 et un albédo estimé à 0,142.